# Polostrunatci
Polostrunatci (Hemichordata) je kmen živočichů vývojově blízkých strunatcům. Je u nich vyvinut orgán podobný struně hřbetní, tzv. stomochord. Polostrunatců je známo asi 80 žijících druhů. Žijí na mořském dně.
Dělí se do dvou tříd:
- křídložábří žijí přisedle
- žaludovci se pohybují.

## Společné znaky se strunatci
- trubicovitá nervová soustava
- hltan proděravěný párovými štěrbinami, které slouží k dýchání
- na první pohled vypadá podobně i stomochord a notochord – vychlípenina hltanu, která má podobnou stavbu jako struna hřbetní; vyztužuje přední část těla ale jsou zřejmě evolučně nezávislé.[1]

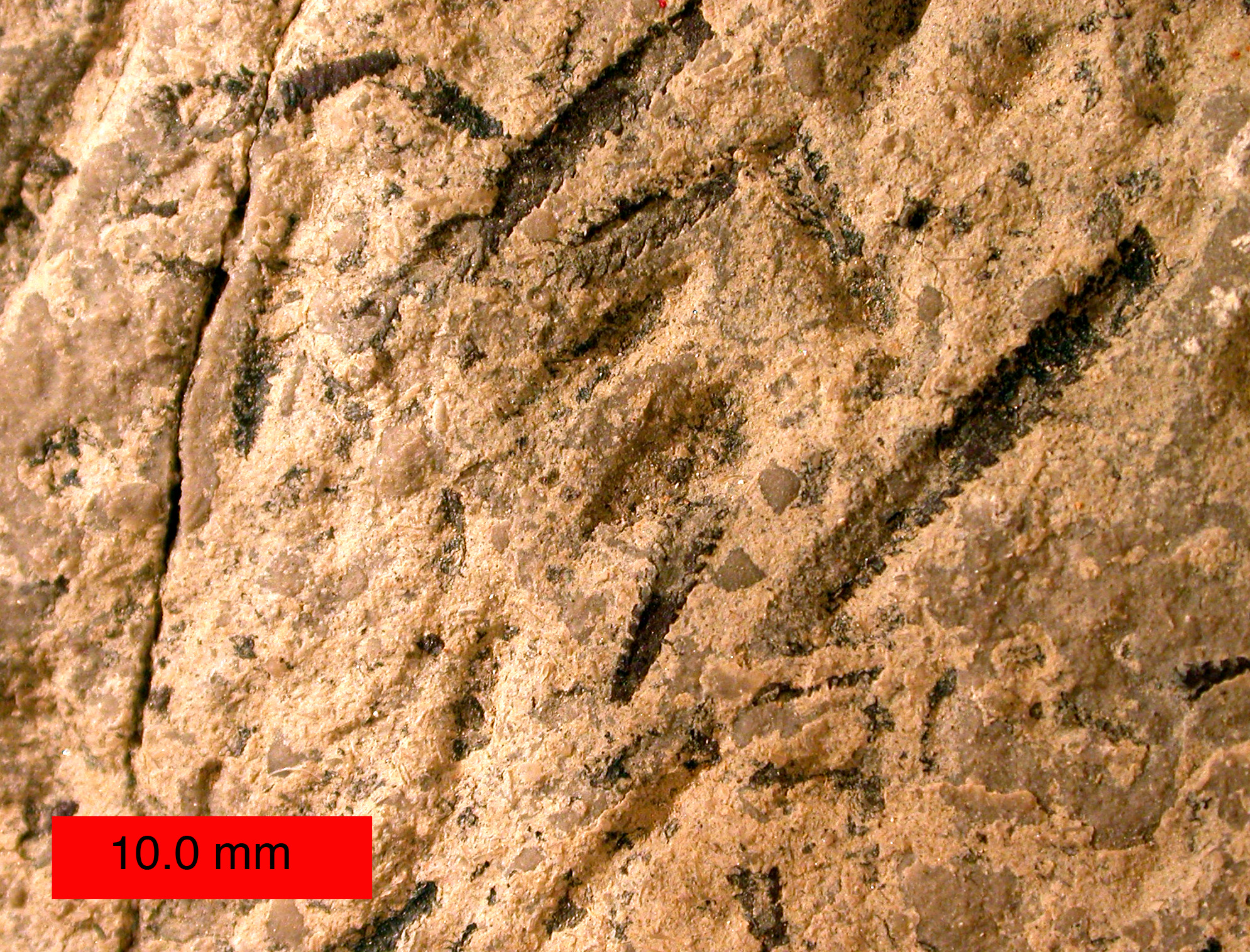
Zkameněliny graptolitů

## Vyhynulí polostrunatci
Mezi významné vyhynulé polostrunatce patří graptoliti – obvykle několik milimetrů velcí živočichové z prvohor (především ordoviku a siluru). Byli to koloniální živočichové žijící pouze v mořích. Mají velký význam ve stratigrafii, neboť podle jejich výskytu se určuje stáří některých geologických vrstev.